# 水希杏
水希 杏（みずき あん、1988年9月6日 - ）は、日本のAV女優。青森県出身、マークスジャパン所属。高城杏、立花彩の名義でも作品を出している。

## 略歴
2011年12月、プレステージよりAVデビューした。

## 作品
2011年
- シロウトハンター 16（12月13日、プレステージ）

2012年
- 面接ドキュメント 通りすがりのAV女優 3 美巨乳小娘ゆきずりSEX回遊編（1月28日、HMJM）
- 萌えあがる募集若妻 淫らに狂いだす身売り若妻 153 あんさん（2月10日、プレステージ）
- 韓流アイドルと中出し性交 ～K‐POPアイドル・崔美順～（3月1日、えっちな娘）※崔美順 名義
- 重要な取引先がブサイクな子どもやペットの写メを見せてきた時のかわし方（3月23日、バルタン）
- 乳首弄られながらの脚コキがすんごい（5月18日、SEX Agent）
- 悩殺手コキ業務 ビジネスウーマンの淫らなハンドワーク（5月18日、SEX Agent）
- 「きつつきフェラ No.3」（6月15日、SEX Agent）
- 犯された学校用務員（8月16日、タカラ映像）
- 性交マッサージ付き Premiumエアライン（11月8日、SODクリエイト）
- 噂のパックンセールスレディー（12月14日、LEO）

2013年
- 私をAV女優にしてください。Vol.3（現役丸の内OL）（1月13日、HERO）
- 「オンナを虜にさせるアクティブシニアの法則」（1月24日、SODクリエイト）
- ふんどし村 嫁いでしまった私（2月21日、タカラ映像）
- （裏）手コキクリニック 〜完全版〜 性交クリニック8 美人ナース大集合スペシャル（4月11日、SODクリエイト）
- ジョギング狩り!! 3（5月10日、MAD）
- ネトラレーゼ 妻を出張マッサージで寝盗られた話し（5月23日、タカラ映像）
- 性欲処理専門 セックス外来医院 6 真正中出し科（6月6日、SODクリエイト）
- 娘のために中出しされるステージママたちの実態（6月25日、ビッグモーカル）
- THE逆ナンパ オタクの聖地アキバでAV女優が素人男子を逆ナンパ（9月5日、グローリークエスト）
- 敏感美少女のいやらしくイキまくる生ハメ中出し本気SEX 〜お願いですから私を抱いてください〜 Vol.2（9月13日、HERO）
- イヤラシイ視線と胸元で顧客の勃起を誘う巨乳セールスレディー!!（9月19日、GARCON）
- 子づくりに悩む夫婦のために‥ 妊娠目的 （秘）治療院（10月25日、サイドビー）
- ふたなりヒロイン 宇宙捜査官アンドロクロス（11月8日、GIGA）
- 脚カフェ 美脚＆タイトスカートがお好きなお客様、ようこそ（11月25日、アロマ企画）
- 妄想日常生活 ミニスカパンチラの虜（12月13日、アロマ企画）
- 回春チャイナエステ（12月19日、GARCON）
- 女捜査官 羽月泪（電気ショック・クンニ地獄・顔面騎乗・凌辱）（12月27日、GIGA）

2014年
- 小さい頃から甘えん坊な従妹の発育途中の躰が気になりダメだとは分かっているが1人の女として見てしまい…（1月10日、プレステージ）
- 5D＆自然光で撮影した真昼間の生ナカダシ性交（1月10日、ドリームチケット）
- 魅惑の美人巨乳バニーガール 2（1月23日、GARCON）
- マッサージに悶える忙しい子持ち妻（1月25日、サイドビー）
- 超過保護な姉に無理難題でエロ下着を身に着けさせて嫌われようと試みたがスンナリと身に着けたばかりか、その状況にモジモジと興奮している姉に僕もそれを見てウカツにも興奮してしまい、そのまま超勃起したチ●ポを突き付けたらカブリつかれてしまった件（2月7日、NON）
- クイーンマスク（2月28日、GIGA）
- ヒロインイメージファクトリー 女捜査官 羽月泪（3月7日、GIGA）
- 半裸浪漫 ２（3月25日、ながえスタイル）他出演:椎名綾、城野絵里香、太田ゆりか、冴島かおり
- PTA保護者会 ３ 保護者、先生、それぞれの事情（4月4日、クリスタル映像）他出演:篠田ゆう、桜ちずる、椿かなり
- Under One Roof Room.201 オトコふたりのルームシェア（4月10日、SILK LABO）
- 生々しき本能のまぐわり 桜ちずる 水希杏（4月19日、TEPPAN）他出演:桜ちずる
- 「制服・下着・全裸」でおもてなし またがりオマ○コ航空 ２（5月22日、SODクリエイト）他出演:雨宮真貴、大崎美佳、大槻ひびき
- グローリーホール 壁穴チ○ポ（6月5日、ROCKET）他出演:中西愛美、芹野莉奈、あおば結衣
- 普通の可愛い女の娘とハメ撮り！中出しSEX＆初めてのアナルFUCK！ 水希杏（6月9日、HERO）
- マスターベーションインストラクター 2-Jerk Off Instruction- あなたに語りかける隠語と焦らしストリップでオナ指示（6月19日、ROCKET）他出演:川菜美鈴、小早川怜子、中西愛美、芹野莉奈、あおば結衣
- モロにパンツを見せつけるメンズエステ（7月10日、アイエナジー）他出演:桜ちずる、大崎美佳、あすか光希
- 「すぐそこだから…」と油断した部屋着で外出した顔見知りお姉さんのノーブラ巨乳乳首チラ見えに大コーフン！（9月6日、アイエナジー）他出演:岸杏南、白咲碧、大崎美佳、住田みく
- 本気イキ！バイブオナニー（9月13日、マルクス兄弟）他出演:加納綾子、篠宮ゆり、椿かなり、上原ひなの、桃原まみか、筒井まりか、藤咲愛、早川麻紀、美咲ほたる
- 義父に中出しさせる淫ら嫁 水希杏（9月25日、ルビー）
- 密会-淫行現場- 人目を忍ぶリアルSEX！（10月1日、FAプロ）他出演:眞木あずさ、冴島かおり、結奈連
- あの娘ぼくらの濃いザーメンどんな顔して飲むんだろう。水希杏（10月3日、ドリームチケット）
- エッチな先生の魅惑レッスン（10月13日、マルクス兄弟）他出演:筒井まりか、冴島かおり、藤咲愛
- 僕のヨダレを吸い上げる接吻啜りとザーメン搾り（11月7日、ドリームチケット）他出演:本田莉子、本庄優花、川菜美鈴、南梨央奈、高岡すみれ、北川エリカ、百合川さら
- ヒロインイメージファクトリー 30 柳生十兵衛（千花爛漫ブシドーガールズ）＆火鷹舞（火鷹伝説）（11月7日、GIGA）	他出演:彩城ゆりな
- 周りは全員仕掛人！男子禁制！街行くガードの堅い美女を女の子だらけの恋のお悩み相談室で、口説き落とせ！（11月21日、DIY）他出演:友田沙也香、夏海花凛、大崎美佳、涼南佳奈
- 大量潮吹き＆マ●コ生中出し＆アナルファック AV女優さんとエッチしよう！ Vol.14 水希杏（12月13日、HERO）

2015年
- 同じマンションの爆乳奥さんのノーブラ乳首でチ○ポがギン勃ちしちゃった俺（1月22日、アイエナジー）他出演:桂希ゆに、雪平ことみ、小野麻里亜、栗栖ゆりな
- 「常に性交」 家事代行サービス ２（2月5日、SODクリエイト）他出演:篠田あゆみ、野々宮ここみ
- マゾ隠語 ８ 水希杏（2月6日、NITRO）
- 「異性にオクテな、腰の低い男女限定」応援しながら性教育してくれるシェアハウス（2月6日、DIY）他出演:西條るり、あゆみ翼
- 例によって愛撫でイッちゃった僕のダメち●ぽをいつものように優しくお掃除＆ゴックンするふりしながら丁寧におしゃぶりし続けて発射後もず～っと勃ちっぱなしのチ●ポをそのまま挿入してマ●コで2発目を搾りとる連チャン精飲SEX 水希杏（2月6日、ワープエンタテインメント）
- 男物Yシャツを着た女の子のチラリズム（3月13日、アロマ企画）他出演:木内亜美菜、園田花凛、竹内かすみ、今野あかり、穂村りか
- 亀頭メンテナンス（3月13日、アロマ企画）他出演:愛加あみ、月美弥生、大崎美佳
- 宿泊中は24時間いつでも即ハメ対応いたします 半裸温泉 ハメ屋旅館（4月9日、SODクリエイト）他出演:安野由美、佐々木恋海、通野未帆、堀内秋美
- 大量潮吹き＆何度もマ●コに生中出し AV女優さんとエッチしよう！ Vol.17 水希杏（4月13日、HERO）
- 誘惑腿コキホテル 太腿でち○ぽ挟まれてそのまま発射したい…（4月25日、アロマ企画）他出演:原美織、白川まお、牧野紗代、米倉あかね
- 女子大の寮まるごと全員と中出し乱交〜春〜（5月1日、ズッコン/バッコン）他出演:真木今日子、夢咲りぼん、あすか光希、椎名まりな、青葉優香、篠田ゆう、御舟みこと、原波瑠、あゆみ翼、彩城ゆりな、椿かなり
- 言いなり 拉致られて興奮！輪姦されて絶頂！思うがまま、成すがまま…俺のSEX肉人形！！（5月1日、FAプロ）他出演:高梨あゆみ、結奈連、熊谷麻美
- 壁！机！椅子！から飛び出る生チ○ポが人気の神学校『都立しゃぶりながら○校』…さらにハメながら！汗を流した部活動＆涙の教育実習編（5月9日、SODクリエイト）他出演:市川まさみ、舞園かれん、陽木かれん、涼南佳奈、手嶋ゆな、春海沙奈、朝倉あすか、竹内真琴
- 失業中の冴えない僕の激しいベロチューに腰を抜かした隣の若妻 噂を聞きつけたママ友が押しかけてきて私たちにもして頂戴と迫ってきて組んずほぐれつ酒池肉林（7月9日、HIBINO）他共演:高梨あゆみ、葉山美空
- 上司の家でイチャつきだした部下夫婦 けしからんので巨乳奥さんを寝取って中出し（7月25日、AFRO-FILM）他共演:美山美桜、葉山美空
- 女ガ女ヲ犯スストーカーレズ OLの濃厚クンニで拒みながらも生かされまくるJK（8月15日、ピーターズ）
- マッサージ師に堕ちた妻 水希杏（8月25日、ながえスタイル）
- 山・川・便所・車 公然猥褻セックス（9月25日、FAプロ）他共演:眞木あずさ、辻本りょう、国見奈々、冴島香り、菜菜見ネイ、このみゆうか
- 人妻が集まるヨガ教室 生徒に手を出すエロガキ息子のせいで潰れました（9月25日、AFRO-FILM）他共演:香山美桜、葉山美空
- くぱぁ～おま○こ見てぇ～ アナルも全開!! 自画撮りオナニー（10月15日、プリモ）他出演:吉野あすか、京野美麗、羽月都花沙（月野こころ、葉山こころ）、佐伯かのん（水原薫子、篠田涼花）、みおり舞、夏目レイコ、大橋優子、南美彩也果、AIKA、こずえまき
- マッサージ、出張ホスト・・ 欲求不満な子持ち妻（10月25日、ながえスタイル）他出演:黒沢那智、西山明
- あの娘ぼくらの濃いザーメンどんな顔して飲むんだろう 初飲みSP 4じかん（12月4日、ドリームチケット）他出演:白咲碧、南梨央奈、あゆみ翼、百合川さら

## 出演

### 映画
- 女と女のラブゲーム　男達を犯せ！（2014年9月12日、Xces Film）‐村上みどり役（主演）[2]